# فریدبرگ، هسن
شهر فریدبرگ، هسندر ایالت هسن در کشور آلمان واقع شده‌است.
این شهر دارای یکی از مراحل کمپی برای مهاجرین است